# 17736 Zhifeiyu
17736 Zhifeiyu è un asteroide della fascia principale. Scoperto nel 1998, presenta un'orbita caratterizzata da un semiasse maggiore pari a 2,611122 UA e da un'eccentricità di 0,095890, inclinata di 5,353829° rispetto all'eclittica. Ha un diametro di 8,588 km. Ha un periodo di rotazione di 3,04 ore.